# Mount Umbriel
Mount Umbriel är ett berg i Antarktis. Det ligger i Västantarktis. Argentina, Chile och Storbritannien gör anspråk på området. Toppen på Mount Umbriel är 1 500 meter över havet.
Terrängen runt Mount Umbriel är kuperad åt sydost, men åt nordväst är den platt. Mount Umbriel är den högsta punkten i trakten. Trakten är obefolkad. Det finns inga samhällen i närheten. 